# Република Македонија на Зимским олимпијским играма 2018.
Република Македонија је на Зимским олимпијским играма 2018. у Пјонгчангу, у Јужној Кореји учествовала по шести пут као самостална држава. Македонску делегацију на Зимским олимпијским играма 2018. у Пјонгчангу представљало је троје такмичара (2 мушкарца и 1. жена) коју су се такммичили у пет дисциплина у два спорта.
Заставу Македоније на свечаном отварању Олимпијских игара 2018. носио је Ставре Јада.

## Учесници по спортовима
| Спорт           | Мушкарци | Жене | Укупно |
| --------------- | -------- | ---- | ------ |
| Алпско скијање  | 1        | 0    | 1      |
| Скијашко трчање | 1        | 1    | 2      |
| Укупно (3)      | 2        | 1    | 3      |

## Алпско скијање
Према коначној расподели квота, Македонија је имала једног алског скијаша.
| Скијаш/ица        | Дисциплина   | 1. вожња | 1. вожња | 2. вожња | 2. вожња | Укупно време | Укупно време | Детаљи |
| Скијаш/ица        | Дисциплина   | Време    | Поз.     | Време    | Поз.     | Време        | Поз.         | Детаљи |
| ----------------- | ------------ | -------- | -------- | -------- | -------- | ------------ | ------------ | ------ |
| Антонио Ристевски | Велеслалом М |          |          |          |          |              |              |        |
| Антонио Ристевски | Слалом М     |          |          |          |          |              |              |        |

## Скијашко трчање
Према коначној расподели квота, Македонија је имала двоје такмичара у скијашком трчању.
Дуже дистанце
| Скијаш               | Дисциплина       | Финале  | Финале    | Финале         | Детаљи |
| Скијаш               | Дисциплина       | Време   | Заостатак | Пласман        | Детаљи |
| -------------------- | ---------------- | ------- | --------- | -------------- | ------ |
| Ставре Јада          | 15 км слободно М | 42:14.2 | +8:30.3   | 99 / 116 (119) |        |
| Викторија Тодоровска | 10 км слободно Ж | 32:57.6 | +7:57.1   | 85 / 90 (90)   |        |

Спринт
| Скијаш      | Дисциплина | Квалификације | Квалификације | Квалификације | Четвртфинале     | Четвртфинале     | Четвртфинале     | Полуфинале       | Полуфинале       | Полуфинале       | Финале           | Финале           | Финале           | Детаљи |
| Скијаш      | Дисциплина | Време         | Заост.        | Плас.         | Време            | Заост.           | Плас.            | Време            | Заост.           | Плас.            | Време            | Заост.           | Плас.            | Детаљи |
| ----------- | ---------- | ------------- | ------------- | ------------- | ---------------- | ---------------- | ---------------- | ---------------- | ---------------- | ---------------- | ---------------- | ---------------- | ---------------- | ------ |
| Ставре Јада | Спринт М   | 4:23.85       | +1:15.31      | 79 / 79 (80)  | Није се пласирао | Није се пласирао | Није се пласирао | Није се пласирао | Није се пласирао | Није се пласирао | Није се пласирао | Није се пласирао | Није се пласирао |        |